# 港子坪
港子坪，原寫為港仔坪，是臺灣嘉義市西區的一個傳統地域名稱，位於該區中部略偏南。相較於今日行政區，其範圍大致包括頭港里東部中央地帶、港坪里不含北部邊界地帶、磚磘里、西平里北半葉的西北大半部。

## 歷史
台灣日治初期，港子坪地區為一街庄（舊制街庄），稱為「港仔坪庄」，隸屬於柴頭港堡。該庄北邊西段及中段與大溪厝庄為鄰，北邊東段及東邊北段與竹圍仔庄為鄰，東邊南段與車店庄為鄰，南邊為劉厝庄，西邊為柴頭港庄。
1901年（日治明治三十四年）11月11日，全台設置二十廳，該庄隸屬於嘉義廳。1904年（明治三十七年）2月15日，該庄編入「水堀頭區」，隸屬於嘉義廳。1909年（明治四十二年）10月25日，全台整併二十廳為十二廳，該庄仍隸屬於嘉義廳。1910年（明治四十三年）1月18日，各區管轄區域調整，該庄仍隸屬於嘉義廳的「水堀頭區」。
1920年（大正九年）10月1日，全台廢十二廳改設五州二廳，該庄改制並雅化為「港子坪」大字，隸屬於臺南州嘉義郡嘉義街（新制街庄）。1930年（昭和五年）1月20日，嘉義街升格為州轄市嘉義市，本地區仍隸屬之。1932年（昭和七年）1月1日，嘉義市市區實施町名改正，本地區仍為大字。
戰後嘉義市改制為省轄市嘉義市，初設八區，町及大字亦改制為里。1946年（民國35年）8月，嘉義市將原有八區整併為四區（新東區、新南區、新西區、新北區），並將臺南縣之水上鄉、太保鄉劃入且改制為區，合計六區，本地區隸屬於新西區。:3411950年（民國39年）10月25日，雲、嘉、南分治，:384同時裁撤省轄市嘉義市，六區改制為四鎮（新東鎮、新南鎮、新西鎮、新北鎮）二鄉（水上鄉、太保鄉），均改隸屬於嘉義縣。1951年（民國40年）10月25日，撤銷新東、新南、新西、新北等四鎮，合併組成縣轄市嘉義市。:105-1061982年（民國71年）7月1日，嘉義市再次升格為省轄市。:1251990年（民國79年）10月6日，嘉義市劃分為東、西二區，本地區隸屬於西區。:145

## 聚落
本地區發展較早的聚落有港仔坪、后厝仔等，在日治期初期的官方地圖上已有記載。目前本地區東部已發展成嘉義市區的一部分。

## 交通
省道台1線又稱「縱貫公路」，是臺北至楓港的傳統平面幹道，經過本地區東南端。由該道路北行可前往嘉義市市中心、嘉義縣民雄鄉、溪口鄉東端、大林鎮等地，南行可前往水上鄉、臺南市後壁區、新營區、柳營區等地。
省道台18線主要路段又稱「新中橫公路嘉義玉山線」，俗稱「阿里山公路」，是太保至塔塔加的幹道，經過本地區中部。由該道路（大方向）西行可前往嘉義縣太保市，並止於高鐵嘉義站旁的鄉道嘉58-1線路口；東行繞過嘉義市區南側可前往番路鄉、竹崎鄉東南端、阿里山鄉、南投縣信義鄉，並止於塔塔加的太平巷路口暨省道台21線的終點。

## 學校
- 育人國小
- 港坪國小

## 運動休閒
- 港坪運動公園